# Balázs Benjámin
Balázs Benjámin (Kaposvár, 1990. április 26. –) magyar labdarúgó, a Tiszakécske játékosa, középpályás, jobb illetve bal szélső védő.

## Családi háttér
Balázs Benjámin igazi sportos családba született. Apai ági nagyapja ifjúsági válogatott labdarúgó, nagyanyja kézilabdázó, anyai ági nagyapja ökölvívó, nagyanyja tornász volt. Édesapja a Videotonban focizott, édesanyja atletizált.

## Pályafutása
Ötéves múlt, amikor focizni kezdett a Mézga Focisuliban. A foci mellett az iskolai csapatban atletizált kitűnő eredményeket elérve. Számos városi és megyei bajnoki cím mellett, négypróba csapatban országos bajnok (2003). A Mézga Focisuliban remek csapat jött össze. Akkori csapattársai közül Gosztonyi András az U20-as világbajnoki bronzérmes magyar válogatott tagja, Reszli Gábor pedig a Rákóczi felnőttcsapatában szerepel. A Mézga a kiemelt utánpótlás bajnokságban vett részt, Benjámin az U13-as és U15-ös együttesben is szerepet kapott. Hazai és külföldi tornákon is eredményesen szerepeltek.
Tizennégy éves korában igazolt a Rákóczihoz, az U15-ös csapat abban az idényben jutott fel a kiemelt utánpótlás bajnokságba, immáron Balázs Benjáminnal. A következő években a kiemelt utánpótlás bajnokságban szerepelt a rákóczis csapatokkal egészen 2008-ig, amikor a kaposváriak kiestek az elit ligából. Utolsó éves utánpótlás játékosként az élvonalba való visszajutás volt a fő cél a 2008–2009-es szezonban. Az NB II-es területi bajnokságot nagy fölénnyel nyerte a Balázs Benjámin csapatkapitány vezérelte csapat, majd a feljutásért vívott osztályozón a Diósgyőri VTK együttesét felülmúlva jutott vissza az élvonalba.
Ebben a szezonban bemutatkozott a Kaposvári Rákóczi FC II felnőtt NB III-as csapatában, valamint pályára lépett három (győztes) Ligakupa mérkőzésen is. Négy alkalommal ült az NB I-es csapat kispadján, ám bemutatkozására ebben a szezonban még nem került sor.
NBI-es mérkőzésen 2009. augusztus 2-án lépett először pályára a Szombathelyi Haladás ellen 3–0-ra megnyert bajnokin, csereként ötvenhat percet kapott. Ezt a fellépést még 23 követte a szezonban, a pályán töltött 1582 perce alatt gólt nem szerzett, három sárga lapot kapott. A Ligakupában 6 mérkőzésen szerepelt, gól nélkül. A labdarúgó-magyarkupa küzdelmei során 4-szer lépett pályára és a Gyirmót SE ellen megszerezte élete első felnőtt gólját is. A jól sikerült első szezonja után a csapata szurkolói az évad játékosának is megválasztották és felkeltette több külföldi csapat érdeklődését is, 2010 nyarán próbajátékra utazott az olasz Pescarához csapattársával, Kulcsár Kornéllal egyetemben.
A 2010-es őszi idényben továbbra a Kaposvári Rákóczi FCben szerepelt, amely félidőben a bajnokság meglepetéscsapata lett. A szezon előtt kiesőjelöltnek megnevezett együttes a harmadik helyen zárta az őszt, többek között Balázs Benjáminnak is köszönhetően, aki mind a 16 találkozón pályára lépett. A holtidényben egy újabb olasz csapat a Serie B-ben szereplő Vicenza hívta próbajátékra.

### A válogatottban
A magyar U21-es labdarúgó-válogatottba 2010 szeptemberében kapott meghívást. Az újjáalakult magyar együttes előbb Montenegro csapatát fogadta hazai pályán, majd Szlovéniában vendégszerepelt. Mindkét mérkőzésen pályára lépett a Róth Antal irányította nemzeti csapatban.

## Sikerei, díjai
Újpest
- Magyar kupagyőztes (1): 2018